# Elise Ransonnet-Villez
Elise Ransonnet-Villez, ou Elisa Nemes-Ransonnet, (Viena, 8 de outubro de 1843 - Bressanone, 25 de outubro de 1899) foi uma pintora austríaca.
Ransonnet-Villez nasceu em Viena e se tornou aluna de Franz von Lenbach e Heinrich von Angeli. Ela expôs em Viena e Munique. Tornou-se baronesa quando se casou com o conde húngaro Nemes Nándorné. Em 1879, ela pintou o retrato de Franz Liszt.
Um de seus autorretratos faz parte da famosa coleção da Galeria Uffizi. 